# Sandra Mondaini
Sandra Mondaini (Milão, 1 de setembro de 1931 - 21 de setembro de 2010) foi uma atriz italiana.
Filha do humorista italiano Giacinto Mondaini, sua carreira começou no teatro em 1949 com a peça "Ghe pensi mi", tornando-se ícone da comédia italiana nos décadas de 1950, 1960 e 1970.
Faleceu em um hospital de Milão no dia 21 de setembro de 2010, aos 79 anos de idade, por insuficiência respiratória.

## Outras imagens

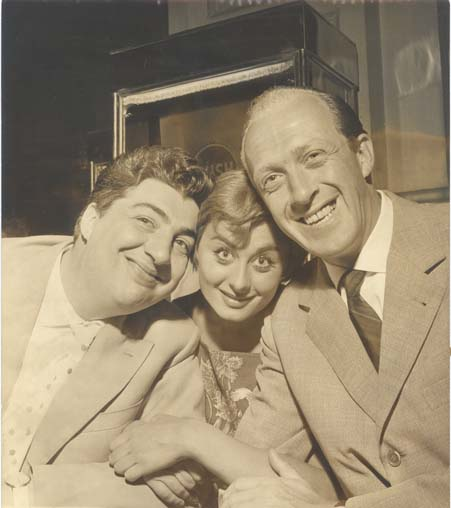
Sandra Mondaini, em 1958, com o marido Raimondo Vianello e Gino Bramieri (esquerda).